# John Smith
John Smith (Willoughby, Lincolnshire, 9 de gener de 1580 – Londres, 21 de juny de 1631) fou un soldat, mariner i escriptor anglès. És reconegut per ésser el capità del primer assentament britànic a Nord-amèrica. Fou també el primer president de Virgínia i, per tant, el principal mandatari de l'Amèrica Anglosaxona.